# Radio Mosaique FM
Radio Mosaique FM és la primera cadena de ràdio privada que es va fundar a Tunísia. El 2003 el govern va donar llum verda a la creació de cadenes privades de ràdio i televisió. La primera emissora privada de ràdio fou Radio Mosaique FM oberta el novembre del 2003 a Tunis. El director (2006) és Noureddine Boutar. El 25 de juliol del 2005 es va obrir a Sussa la segona cadena de ràdio, Radio El Jawhara, d'abast encara regional. Normalment ambdues emeten en àrab.
Fa temps que s'ha especulat que Mosaïque FM era considerada la ràdio de "The Trablesi Clan" perquè Belhassen Trabelsi tenia el 13% de les seves accions.

## Referéncies
1. ↑  [enllaç sense format] http://www.magharebia.com/cocoon/awi/xhtml1/fr/features/awi/reportage/2007/04/13/reportage-01
2. ↑   Radio Mosaïque défie les tabous..
3. ↑  Mustapha Benfodil, « En finir avec l'image de « radio des Trabelsi » », El Watan, 19 May 2011